# Літературний редактор
Літерату́рний реда́ктор – це творчий працівник видавництва чи редакції періодичного, неперіодичного або продовжуваного видання, який повністю відповідає за структурний, інформативний, науковий і мовностилістичний рівні редагованого авторського оригіналу. Тобто, об'єктом діяльності літературного редактора є авторський оригінал (твір). Його розглядають у 4 аспектах: як продукт авторської творчості; як відображення певної інформаційної системи, в якій цей твір буде існувати; як предмет читацького сприймання та розуміння або як ефективний засіб впливу на читацьку аудиторію. 

## Фахові вимоги до літературного редактора
Літературний редактор повинен знати:
- граматику та стилістику мови
- основи літературного редагування
- термінологічні стандарти
- правила підготовлення видавничих оригіналів та випуску видань
- методичні рекомендації щодо діяльності творчих працівників
- правила коректури, коректурні знаки
- загальновживані позначення, скорочення
- вітчизняний і світовий досвід з редакторської роботи
- основи авторського права й трудового законодавства.

Крім цього, літературний редактор має бути широко ерудованою людиною, йому також необхідні знання з суміжних дисциплін, зокрема психології сприймання і психології творчості. 

## Функціональні обов’язки
Згідно з наказом Державного комітету телебачення та радіомовлення літературний редактор як професіонал виконує такі обов’язки: 
1. відповідає за граматику й стилістику редагованого рукопису;
2. здійснює літературне опрацювання авторського оригіналу, вдосконалює композицію видання, усуває смислові невиразності, уточнює формулювання, виправляє пунктуаційні та орфографічні помилки;
3. стежить за додержанням уніфікації в написанні скорочень та одиниць вимірювання, точності посилань на першоджерела, правильності використання термінів і фактів;
4. редагує прийнятий до опрацювання рукопис, сприяє підвищенню його мовного й літературного рівня;
5. співпрацює з авторами, перекладачами щодо редагування авторського оригіналу, погоджує доповнення, скорочення;
6. забезпечує відповідність видавничого оригіналу чинним нормативним документам;
7. підтверджує висновки видавництва щодо оригіналу, який повертається авторові на переробку, перевіряє виконання вимог рецензентів після доопрацювання рукопису;
8. у разі подання неякісного за структурою та літературно-художнім змістом авторського оригіналу у визначений термін мотивує висновок про відхилення рукопису;
9. перевіряє правильність бібліотечних індексів;
10. візує відредагований рукопис до поліграфічного відтворення;
11. бере участь у формуванні паспорта видання;
12. підвищує свій фаховий та кваліфікаційний рівень.

Проте, залежно від особливостей конкретної організації, ці функції можуть дещо змінюватись. Повний перелік прав та обов'язків затверджується в посадовій інструкції літературного редактора вже безпосередньо під час прийому на роботу.